# Failaka
L'isola di Failaka (in arabo جزيرة فيلكا jazīrat Faylakah / Fēlaka ) è un'isola del Kuwait, situata all'ingresso del golfo di Kuwait, 20 chilometri al largo della città di Al Kuwait, non lontano dall'estuario comune del Tigri e dell'Eufrate nel golfo Persico. Ha una superficie di 43 km², e misura circa 14 chilometri per 5.

## Storia antica

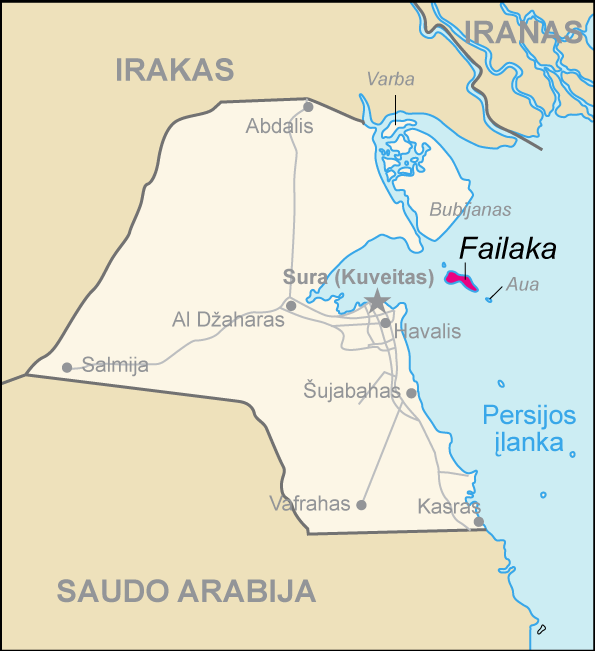
Isola di Failaka.

Diverse campagne di scavi archeologici, condotte da squadre danesi, americani, francesi e slovacchi coadiuvati da alcuni archeologi kuwaitiani, hanno portato alla luce i resti di antiche attività umane sull'isola. Quelli più antichi conosciuti risalgono al 2000 a.C. circa (media Età del Bronzo). Gli insediamenti di quest'epoca sono raggruppati nella parte occidentale dell'isola, più ricca di acqua che non la parte orientale, desertica. A nord-ovest, nella baia di al-Khidr, esiste un sito archeologico che però non è mai stato scavato. A sud-ovest gli scavi danesi e francesi hanno messo in luce tre complessi: il santuario-terrazza di Inzak e un vicino abitato; una grande costruzione civile, da alcuni denominata «palazzo», e delle annesse installazioni di immagazzinamento; un ampio edificio quadrato, di 20 m di lato, che potrebbe rappresentare un tempio elevato, simile a una torre. Delle iscrizioni indicano che il tempio era dedicato al dio Inzak, noto per essere stato la principale divinità del paese di Dilmun, una regione costiera del golfo Persico che fungeva da porto di transito del commercio marittimo in quel periodo. Dilmun viene generalmente identificata con l'isola dell'odierno Bahrein, ma è possibile che i Mesopotamici avessero designato con questo termine anche altre isole del Golfo, come Failaka (nonché Tarut). In effetti, gli oggetti di uso quotidiano propri delle culture del Golfo, compresi i sigilli a stampo, indicano contatti con la Mesopotamia, l'Iran, l'Oman, la Valle dell'Indo, l'Egitto e l'Anatolia, ma rivelano anche l'importanza delle reti commerciali di cui in quel periodo faceva parte l'isola di Failaka.
Il commercio nel golfo Persico conobbe un declino a partire dal XVIII secolo a.C., provocando la caduta della cultura di Dilmun. Nel XIV secolo a.C., Failaka e Bahrein furono temporaneamente incorporate nel regno di Babilonia, all'epoca retto dalla dinastia cassita. Negli strati risalenti alla prima metà del I millennio a.C. di Failaka, è stata rinvenuta una stele scritta da Nabucodonosor II, e una ciotola dedicata al medesimo re nel tempio locale, indicando che il dominio babilonese si era spinto fin là in questa epoca. Un'indicazione dell'occupazione del periodo seguente, quello della dominazione dei Persiani achemenidi (539-331 a.C.) è stata trovata nel centro dell'isola a Tell Khazneh, che ospita le rovine di un tempio.
L'isola venne visitata dai Greci nel III secolo a.C., durante il viaggio di Nearco (che non si fermò a Bahrein) al comando della flotta di Alessandro Magno. In quel periodo l'isola ricevette il nome di Ikaros, come l'isola greca a cui assomiglia, mentre Dilmun ricevette nella stessa epoca il nome greco di Tylos. Durante l'epoca ellenistica (III-II secolo a.C.), Failaka venne occupata da una guarnigione al servizio dei Seleucidi che disponevano di una fortezza situata nell'est dell'isola a Tell Said. Successivamente, divenne una colonia nel 203/202 a.C. a seguito di una decisione di Antioco III. La fortezza si ingrandì e lo spazio residenziale si estese, e venne addirittura eretto un tempio dedicato alla dea Artemide. La caduta del potere seleucide in Mesopotamia dopo il 114 a.C., portò all'abbandono della fortezza.
La fine del periodo antico è scarsamente documentata sull'isola di Failaka. Gli archeologi francesi hanno individuato una struttura nel sito chiamato al-Qusur («i castelli»), un monastero cristiano di epoca sasanide o risalente agli inizi dell'epoca islamica, vale a dire una chiesa di 31 × 19 metri in mattoni di fango. Delle croci in stucco caratteristiche delle comunità cristiane dell'Impero sasanide sono state portate alla luce nello stesso luogo. Questo sito venne abbandonato nell'VIII o nel IX secolo.
Gli scavi di Tell Said e di al-Qusur vennero ripresi nel 2011 sotto la direzione della Missione archeologica franco-kuwaitiana di Failaka (MAFKF).

## Guerra del Golfo

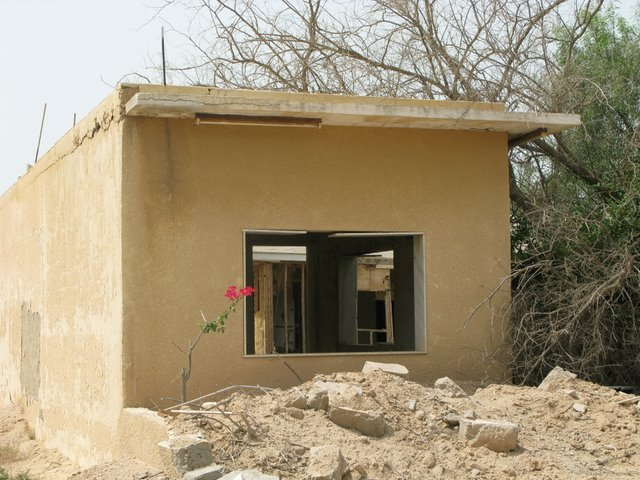
Casa distrutta dell'isola di Failaka.

Anche se non sappiamo quando la popolazione vi si sia stabilita in epoca moderna, dopo l'invasione del Kuwait da parte dell'Iraq, le forze armate irachene minarono le spiagge di Failaka, espulsero gli abitanti dell'isola, e vi installarono un importante dispositivo militare per impedire alle armate della coalizione di sbarcare a nord di Al Kuwait Questo dispositivo venne distrutto durante i primi giorni di guerra per mezzo di speciali bombe aeree estremamente potenti, probabilmente di tipo termobarico. Dopo la guerra, Failaka è stata sminata; tuttavia, essa è rimasta fino a poco tempo fa sotto controllo militare ed era possibile visitarla solo tramite un'autorizzazione speciale.

## Oggi

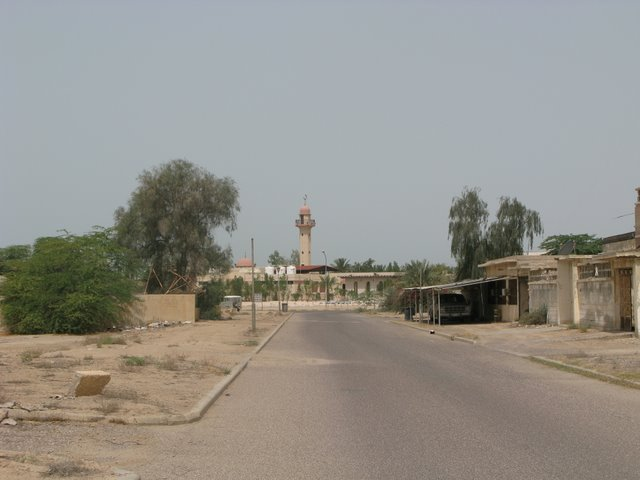
Villaggio dell'isola di Failaka.

Attualmente aperta al pubblico, alcuni pescatori sono tornati sull'isola ripristinando alcune abitazioni in rovina, e un nuovo complesso alberghiero sta cercando di attirare le famiglie kuwaitiane per il fine settimana.
Nel luglio 2024 la Kuwait Petroleum Corporation annuncia la scoperta a est dell'isola di un giacimento di petrolio da 3.2 miliardi di barili, equivalenti alla produzione di tre anni del Kuwait.